# 마카다미아
마카다미아는 프로테아과의 마카다미아속(Macadamia)에 속하는 식물의 총칭이다. 4종으로 이루어져 있다. 오스트레일리아 원산이며 열매를 따서 씨앗을 분리하고 씨 껍질을 분리한 후 배젖을 땅콩처럼 먹는다.

## 하위 종
- Macadamia integrifolia Maiden & Betche
- Macadamia jansenii C.L.Gross & P.H.Weston
- Macadamia ternifolia F.Muell.
- Macadamia tetraphylla L.A.S.Johnson

## 발견
1857년 두 명의 식물학자가 퀸즐랜드에서 마카다미아 나무를 발견하고 기록하게 되었다. 페르디난트 폰 뮐러 남작이 이 나무를 자세히 묘사하였으며, 월터 힐 박사는 약사 존 미끄덩의 이름을 따서 마카다미아라는 이름을 붙였다.

## 맛
마카다미아는 보통 그냥 날것으로 먹거나 소금만을 쳐서 먹지만, 비스킷, 케이크, 과자, 아이스크림으로도 만들 수 있다. 소량이기는 하지만 마카다미아 버터까지 생산되고 있다.

## 마카다미아 너트 효능
팔미트산(palmitic acid)이라는 고체 지방산이 함유되어 있어 뇌 활성화에 도움을 주며, 피부 미용에도 효과적이다.
개에게는 치명적이며 다리가 마비될 수 있다.

## 기타
대한민국에서는 대한항공 086편 회항 사건으로 대한민국의 마카다미아 일평균 판매량이 2.5배 급증했다고 한다.

## 같이 보기
- 마카다미아기름